# Luigi Lippomano
Luigi Lippomano forma spolszczona: Alojzy Lippomano (ur. w 1500 w Wenecji, zm. 15 sierpnia 1559 w Rzymie) – włoski biskup.

## Życiorys
Pochodził ze znanego weneckiego rodu; w młodości studiował języki klasyczne. Ze względu na swoją pobożność i uczciwość awansował w hierarchii kościelnej i odgrywał ważną rolę na soborze trydenckim. Wspierał reformę Kurii Rzymskiej i kontrreformację. W 1538 został biskupem tytularnym diecezji Methone. Dziesięć lat później został następcą swojego wuja, Pietro Lippomano, na stanowisku biskupa Werony. Od 1542 do około 1544, był nuncjuszem apostolskim w Portugalii. Pełnił także funkcję legata papieskiego w Niemczech. W styczniu 1555 Juliusz III powołał go na stanowisko pierwszego nuncjusza apostolskiego w Polsce. Lippomano przybył do Warszawy 8 października 1555. Jego autorytet w Polsce podważyły m.in. śledztwo i wyroki skazujące w sprawie świętokradztwa w Sochaczewie oraz niezręczne wypowiedzi dotyczące planów utworzenia polskiego kościoła narodowego. Ze względu na groźby pod jego adresem, w 1558 powrócił do Rzymu. Został wówczas mianowany biskupem Bergamo, którą to funkcję pełnił do śmierci w 1559.

## Twórczość
Lippomano jest znany jako hagiograf i autor dzieł:
- Confirmazione e stabilimento di tutti li dogmi cattolici (1553)[3]
- Sanctorum priscorum vitae (1551-1558)[3]
- Catenae in Genesin (1546)[4]
- In Exodum (1550)[4]
- Confirmazione e stabilimento di tutti li dogmi cattoliei ... contro i novatori (1553)[4]